# نهر ليفي
نهر ليفي Liffey (Irish : An Life) هو نهر في أيرلندا يتدفق وسط دبلن. وتشمل روافده الرئيسية نهر دودر ونهر بودل ونهر كاماك. يوفر النهر الكثير من مياه دبلن ومجموعة من الأنشطة الترفيهية.

## الاسم
ورد في جغرافيا بطليموس (القرن الثاني الميلادي) وصف نهر، ويُحتمل أنه «نهر ليفي»، الذي أطلق عليه اسم (أوبوكا). وتغير هذا الاسم إلى اسم نهر أفوكا.
تم تسمية نهر ليفي من قبل باسم Ruirthech ، بمعنى «عداء سريع (أو قوي)». تشير كلمة Liphe (أو الحياة) في الأصل إلى اسم السهل الذي يمتد خلاله النهر، ولكنها أصبحت في النهاية تستخدم للإشارة إلى النهر نفسه. الكلمة مشتقة من نفس الجذر مثل Welsh llif (تدفق، دفق). كان يُعرف أيضًا باسم آنا ليفي، ربما من تحوير جملة "Abhainn na Life"، وهي العبارة الأيرلندية التي تترجم إلى الإنجليزية باسم «نهر ليفي».

## مسار النهر

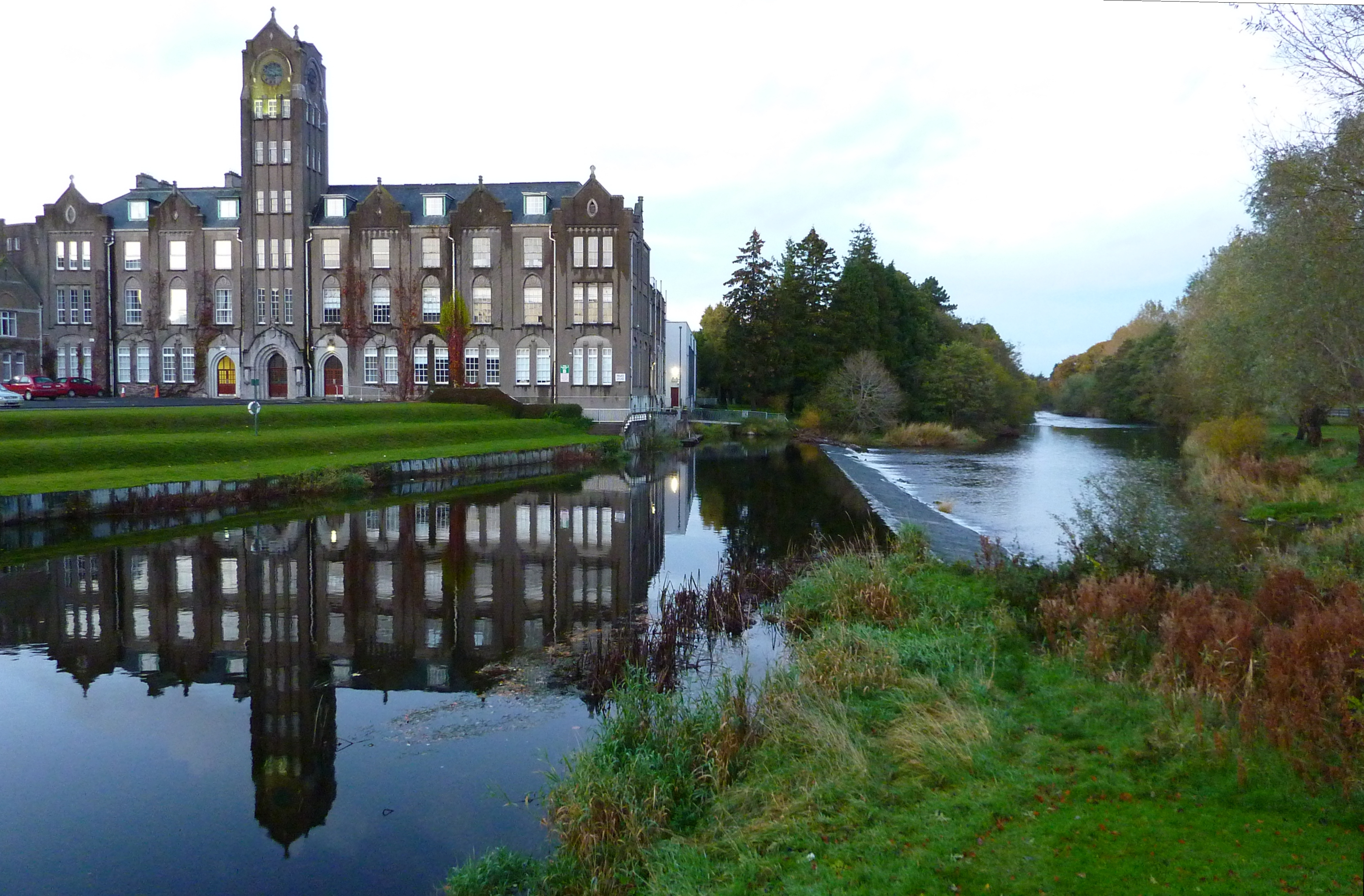
نهر ليفي يتدفق عبر كلية Newbridge في Co. Kildare

يأتي نهر ليفي من مستنقع Liffey Head بين جبال Kippure على بعد 742 متر (2,434 قدم) وTonduff على بعد 642 متر (2,106 قدم) في الجزء الشمالي من جبال ويكلو، التي تشكلت من العديد من المجاري المائية في سالي جاب. يتدفق لمسافة 132 كيلومتر (82 ميل) عبر مقاطعات ويكلو، وكيلدير ودبلن قبل دخول البحر الأيرلندي عند مصب خليج دبلن، على خط يمتد من منارة بيلي إلى صخور موغلين. ويعبر النهر من مقاطعة ويكلو إلى مقاطعة كيلدير في بولافوكا ومن مقاطعة كيلدير إلى مقاطعة دبلن في ليكسليب، ويوجد معظم طوله في كيلدير.
مساحة مستجمعات المياه في نهر ليفي هي 1,256 كيلومتر مربع (485 ميل2). متوسط معدل التدفق على المدى الطويل للنهر هو 18.0 متر مكعب لكل ثانية (640 قدم3/ث).

### روافده
هناك عشرات الأنهار والجداول الصغيرة كروافد لنهر ليفي. الروافد الأولى تشمل Athdown Brook ، وShankill River ، وBallylow Brook ، وBrittas River وWoodend Brook ، بالإضافة إلى نهر King's River الكبير.
هناك روافد أخرى تقع أسفل Poulaphouca وهي Lemonstown Stream ، وKilcullen Stream وPinkeen Stream، يليها نهر Painestown (مع روافد تتضمن نهر Morell)، وRye Water (مع روافد تتضمن Lyreen)، ونهر Griffeen.
داخل دبلن توجد مسارات Phoenix Park المختلفة على الضفة اليسرى، تتخللها روافد الضفة اليمنى مثل Glenaulin Stream وCreosote Stream.
تشمل الروافد أيضًا نهر كاماك، وكولمان بروك، ونهر برادوج، ونهر بودل، ونهر شتاين، ونهر دودر، وبعض تلك الروافد لها روافد عديدة خاصة بها.
في أوقات سابقة، كان نهر تولكا أيضًا من روافد نهر ليفي، أو على الأقل يتقاسم معه المصب، لكنه يدخل الآن في خليج دبلن بشكل واضح، على مسافة إلى الشمال.

### السدود والخزانات
هناك سدود لثلاث محطات لتوليد الطاقة الكهرمائية ESB على طول النهر، في Poulaphouca و Golden Falls و Leixlip. توجد مرافق الخزان الرئيسية في بولافوكا. لا توجد في نهر ليفي بحيرات طبيعية، ويحتوي على عدد قليل من الجزر.
غمرت مياه السدود شلالات كبيرة في بولافكا وفي شلالات جولدن. لا تزال هناك مناطق من المنحدرات، بما في ذلك المنطقة التي يقترب فيها النهر من مدينة دبلن.

### التجمعات السكنية
هناك العديد من المدن على طول النهر وتشمل Ballymore يوستاس، Athgarvan ، كيلكولن، نيوبريدج، Caragh ، Clane ، Celbridge ، ليكسليب ولوكان.

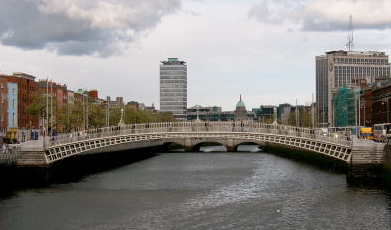
حسر جسر هابيني.

## الملاحة والاستخدامات
تم استخدام نهر ليفي في مدينة دبلن لعدة قرون من أجل التجارة، منذ عصور الفايكنج وحتى العصور الحديثة. يرتبط بنهر شانون عبر القناة الكبرى والقناة الملكية.

### إمدادات المياه
يتم استخراج حوالي 60 ٪ من مياه النهر للاستخدام في مياه الشرب وتزويد الصناعة. يعود إلى النهر الكثير من المياه بعد التنقية في محطات معالجة المياه العادمة. على الرغم من الاعتقاد الخاطئ بأن مصنع غينيس هو أحد المستخدمين التجاريين للنهر، إلا أنه يستخدم أنابيب مياه من جبال ويكلو.

### توليد الكهرباء
توجد محطات الطاقة الكهرمائية ESB على طول النهر، في Poulaphouca و Golden Falls و Leixlip ، بالإضافة إلى عدد من المنشآت الخاصة الصغيرة.

### حركة المرور

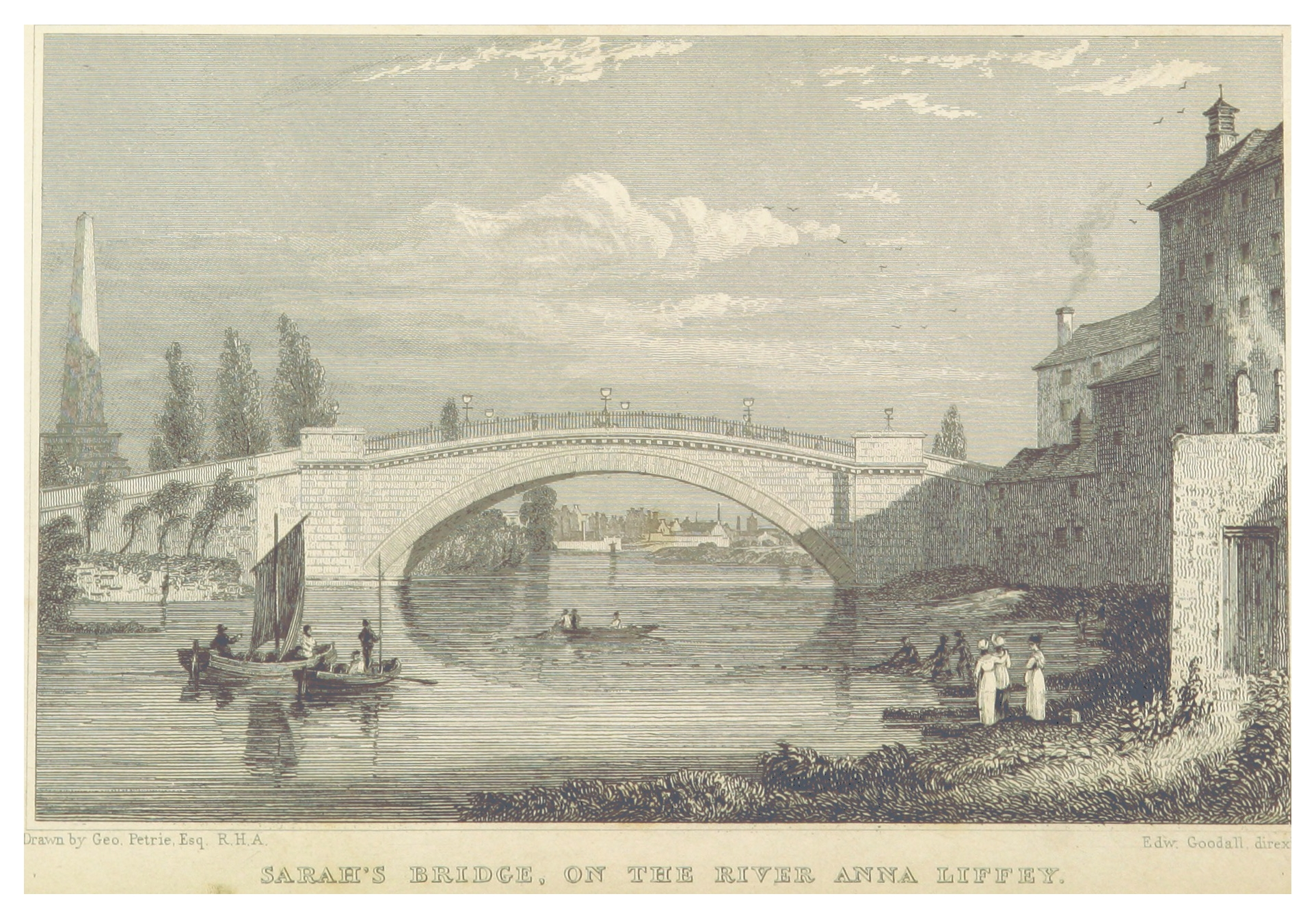
"جسر سارة على نهر أنا ليفي" (1831) يسمى جسر سارة اليوم جسر الجزيرة. يظهر نصب ويلينغتون التذكاري الجديد آنذاك على اليسار

كان هناك مشهدًا معروفًا على نهر ليفي حتى التسعينيات من القرن الماضي، حيث تم استخدام سفن الشحن Lady Patricia  وMiranda Guinness لتصدير الجعة من مصنع غينيس.
اعتبارًا من أوائل القرن الحادي والعشرين، فإن حركة المرور المنتظمة الوحيدة على النهر داخل المدينة هي خدمة الحافلات المائية Liffey Voyage، والتي تقوم بجولات سياحية على طول النهر عبر مركز مدينة دبلن. يُبحر من الممشى أسفل جسر Ha'penny Bridge التاكسي المائي، المسمى Spirit of the Docklands الذي تم بناءه بواسطة Westers Mekaniska في السويد كسيارة تاكسي مائي تتسع ل 50 راكباً.
في أسفل الجسر الشرقي، لا يزال النهر يستخدم بشكل رئيسي في حركة المرور التجارية والعبّارات، مع بعض الاستخدامات الترفيهية أيضًا. كانت الرحلات عالية السرعة خارج مصب نهر ليفي متاحة سابقًا من Sea Safari.

### استعمال ترفيهي

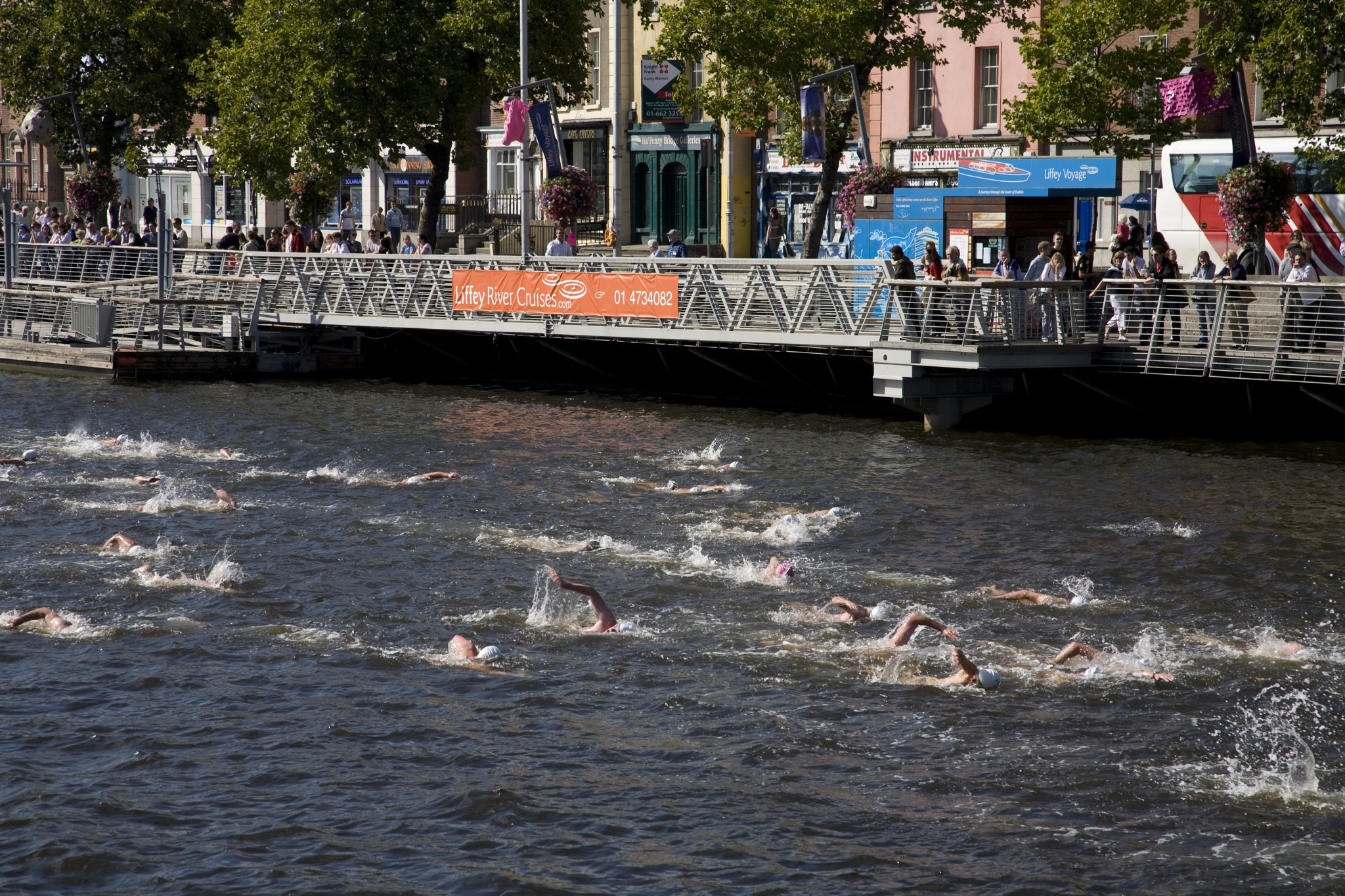
مسابقة السباحة عام 2007 تجتاز دبلن

ناحية المنبع من المدينة، في Chapelizod ، يتم استخدام النهر لرياضة التجديف.
يعتبر حدث التجديف (ركوب الكنو) في نهر ليفي، الذي يُعقد كل عام منذ عام 1960، لمسافة 27 كيلومتر (17 ميل) من Straffan إلى Islandbridge حدثًا شهيرًا. تجري مسابقة السباحة في نهر ليفي كل عام في أواخر أغسطس أو أوائل سبتمبر بين Watling Bridge و The Custom House. يستوعب امتداد Islandbridge من النهر عددًا من نوادي التجديف مثل Trinity College و UCD و Commercial و Neptune ونادي Garda للتجديف.
يتم استخدام نهر ليفي على نطاق واسع للأنشطة الترفيهية - مثل التجديف، والصيد والسباحة وهناك مرافق كبيرة في Poulaphouca ، كيلكولن، نيوبريدج، حيث تخصيص مساحة سبعة أفدنة على ضفة نهر ليفي لتلك المرافق، وتقع مرافق أخرى في يكسليب وغيرها من المدن.

## المعابر

### التاريخ
كان أول جسر حجري فوق نهر ليفي هو جسر دبلن (في موقع جسر الأب ماثيو الحالي)، الذي بناه الدومينيكان في عام 1428، والذي بقي حتى القرن الثامن عشر. تضمن هذا الجسر ذو الأربعة أعمدة العديد من المباني مثل كنيسة صغيرة ومخبز وربما نُزُل واستبدل جسرًا خشبيًا سابقًا (جسر Dubhghalls) في نفس الموقع. تمت إضافة جسر الجزيرة (سلف الجسر الحالي) في عام 1577.
مع تطور مدينة دبلن التجارية في القرن السابع عشر، تمت إضافة أربعة جسور جديدة بين عامي 1670 و 1684 هي: Barrack ، أو Bloody Bridge ، (مكانه جسر Rory O'More الحالي)، وEssex Bridge (Grattan Bridge)، وOrmond Bridge (جسر أودونوفان روسا) وجسر أران. أقدم جسر لا يزال قائما هو جسر ميلوز (جسر كوينز الأصلي) الذي شُيّد في عام 1764 في موقع جسر أران، الذي دمرته الفيضانات في عام 1763. كان أول جسر حديدي هو جسر هابيني الذي تم بناؤه عام 1816. تم بناء Farmleigh Bridge ، وهو من الحديد أيضًا، في حوالي عام 1872 ويربط Farmleigh بـ Palmerstown.
تشمل الإضافات في القرن الحادي والعشرين جسر سين أوكاسي (2005)، جسر صموئيل بيكيت (2009)، وجسر روسي هاكيت (2014).

### حاليًا

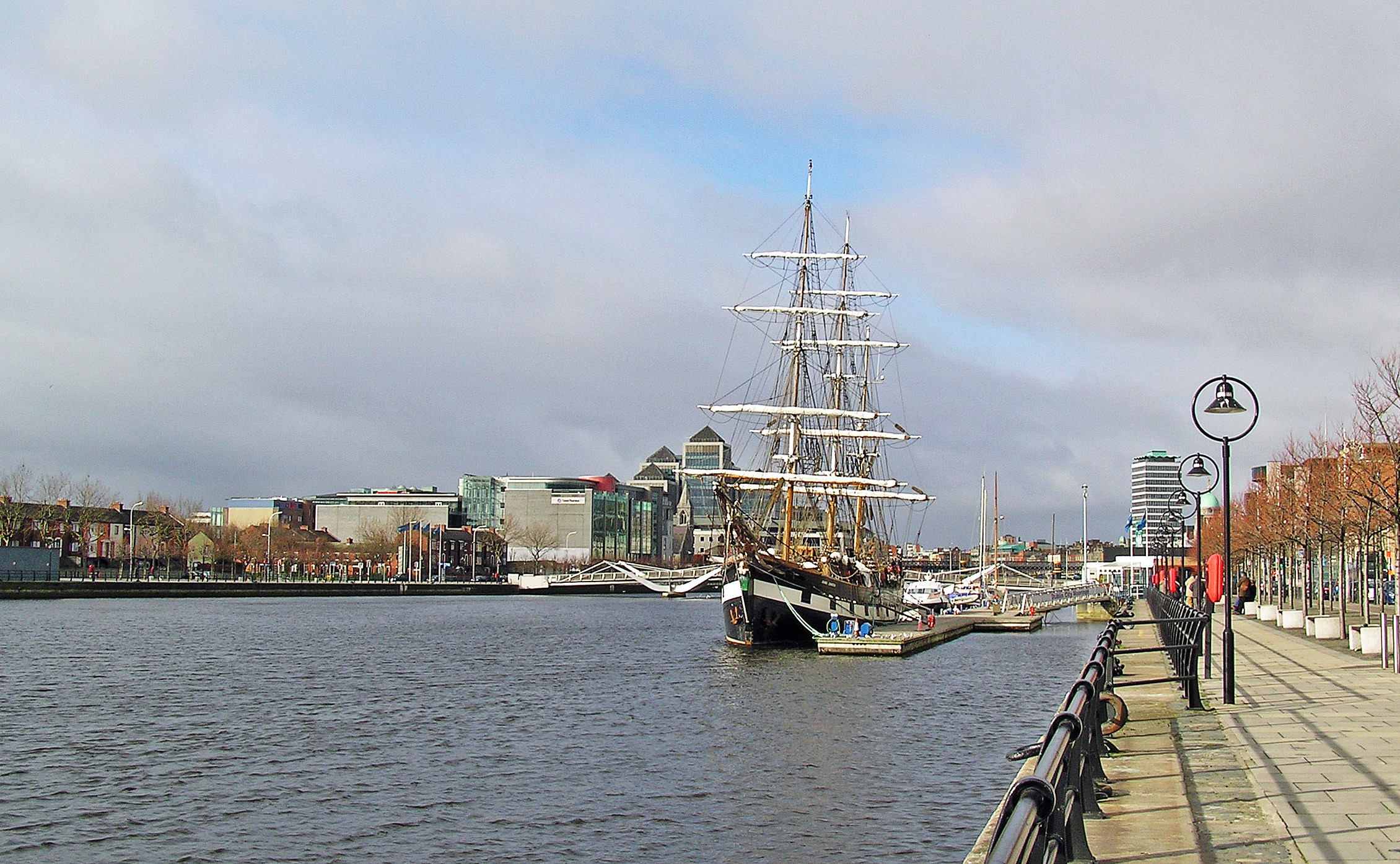
السفينة جيني جونستون في نهر ليفي.

بفصل الجانب الشمالي من دبلن عن الجهة الجنوبية، فإن نهر ليفي اليوم ممتلئ بالعديد من الجسور، ومعظمها مفتوح أمام حركة مرور السيارات. وتشمل هذه جسر West-Link Bridge على الطريق السريع M50، وجسر Seen Heuston Bridge وجسر O'Connell Bridge. هناك 3 جسور للمشاة في المدينة هي: جسر الألفية، وجسر سين أوكاسي وجسر هابيني. وتشمل الجسور الجديدة في القرن الحادي والعشرين جسر صموئيل بيكيت (2009) وجسر جيمس جويس (2003)، وكلاهما صممه سانتياغو كالاترافا.
تشمل نقاط العبور الأخرى جسر Liffey Bridge في Celbridge، و"The Bridge at 16" (جسر معلق للمشاة من القرن 19 في ما يعرف الآن باسم K Club)، وLeinster Aqueduct - التي تحمل القناة الكبرى فوق النهر في Caragh.
تشمل الأعمال الفنية على طول النهر ورصيفه تماثيل المجاعة التذكارية (بالقرب من IFSC) وحجر الجوع العالمي.

## حوادث
في ديسمبر 2000، اصطدمت حافلة Bus Éireann، التي تعبر نهر ليفي عند جسر Butt، بحافلة أخرى وانزلقت في النهر. كانت هناك بعض الإصابات، لكن لم يمت أحد.